# انهيار أتامي الأرضي 2021
انهيار أتامي الأرضي 2021 بعد هطول أمطار غزيرة حدث انهيار أرضي اجتاح حي إيزوسان في أتامي، وهي مدينة تقع في محافظة شيزوكا باليابان في 3 يوليو 2021، مما أسفر عن فقد 20 شخصًا ومقتل شخصين. تلقت المدينة 310 ملم (12.4 بوصة) من الأمطار في فترة 48 ساعة، مما دفع السلطات إلى تحذير السكان من الظروف «المهددة للحياة». دمر الانهيار الأرضي عددًا من المنازل وغطت الطرقات بالحطام. كانت عمليات البحث والإنقاذ جارية اعتبارًا من 3 يوليو، حيث أفادت السلطات المحلية بأنها تلقت حوالي عشر مكالمات هاتفية من أشخاص محاصرين في منازلهم.

## خلفية
أتامي هي مدينة ساحلية تقع على بعد حوالي 109 كيلومترات من طوكيو، في محافظة شيزوكا الساحلية في منطقة تشوبو بوسط اليابان. تقع على حافة سلاسل الجبال بالمحافظة، وتشتهر بالوديان والتلال شديدة الانحدار. في النصف الأخير من القرن العشرين شهدت المدينة النمو كمنتجع، مع استمرار التطوير في الداخل.
من الخصائص المميزة لليابان من حيث الطقس هو موسم الأمطار في أوائل الصيف، والذي يمتد من أواخر مايو إلى أوائل يوليو. قبل الانهيار الأرضي كانت هناك عدة أيام من الأمطار الغزيرة المستمرة في محيط أتامي. في وقت وقوع الحادث كان هذا المطر مستمراً، تم قياس ما يقرب من 790 مم من الأمطار في هاكوني محافظة كاناغاوا، في حين تم قياس 550 مم في جوتيمبا شيزوكا.